# 圣马蒂纽-迪安盖拉
圣马蒂纽-迪安盖拉是葡萄牙布拉干萨区的一个堂区。总面积37平方公里，总人口369人，人口密度9.7人/平方公里。